# Jód-monobromid
A jód-monobromid interhalogén vegyület. Sötétszürke vagy fekete szúrós szagú kristályos vegyület, nem sokkal szobahőmérséklet felett megolvad. Gáz halmazállapotban részlegesen disszociál. Mint a jód-monokloridot, az IBr-t is használják a jodometriában. Ez adja a I+ forrást.
Jód és bróm szobahőmérsékletű reakciójával állítják elő:
I2 + Br2 → 2 IBr
Vízben, alkoholban, éterben, kloroformban és szén-diszulfidban oldódik.

## Fordítás
Ez a szócikk részben vagy egészben  az   Iodine monobromide című angol Wikipédia-szócikk ezen változatának fordításán alapul.  Az eredeti cikk szerkesztőit annak laptörténete sorolja fel. Ez a jelzés csupán a megfogalmazás eredetét és a szerzői jogokat jelzi, nem szolgál a cikkben szereplő információk forrásmegjelöléseként.